# 黃昭 (弘治進士)
黃昭（1466年—？），字明甫，直隸常州府江陰縣人，民籍，明朝政治人物。

## 生平
弘治八年（1495年）乙卯科應天府鄉試第二名舉人。弘治九年（1496年）中式丙辰科會試第一百十六名，二甲第七十三名進士。官兵部主事，正德二年（1507年）三月以朋黨被免。七年閏五月起升廣東按察司佥事，十二年二月升福建副使，十三年十月因福州军乱被免。

## 家族
曾祖黃忠；祖父黃顯；父黃哲，母范氏。具慶下。